# Cal Bisbe (Caldes de Montbui)
Cal Bisbe és una casa de Caldes de Montbui (Vallès Oriental) protegida com a bé cultural d'interès local.

## Descripció
És un edifici entre mitgeres, de planta baixa i tres pisos. Típica tipologia de casa senyorial o palau, amb un pati central que donava accés a les diferents plantes i alhora donava llum i ventilació a les diferents estances de la casa. Estructura de gruixudes parets de càrrega i forjats unidireccionals de bigues i biguetes de fusta, encara que posteriorment hi ha hagut moltes modificacions. La coberta de l'edifici és inclinada i de teula aràbiga, quedant aquesta rematada per un ràfec d'uns 50 centímetres aproximadament, format amb colls de fusta.
En la façana principal hi ha un ordre, tant en vertical com en horitzontal, en la disposició i en el tipus de forats, donant una imatge bastant homogènia i molt neutra d'aquesta. Els forats es presenten amb uns eixos verticals de composició i alineació. Aquests són d'iguals característiques segons les alçades, amb proporcions verticals. Hi ha una clara disminució dels forats segons l'alçada. La gran porta d'accés al pati interior, juntament amb una antiga capella, marca l'eix central de la façana, la qual està arrebossada i molt deteriorada.
Destacar els elements de arquitectònics de la façana, com poden ser les tres grans portades de la planta baixa, les balconades del primer pis realitzades en ferro forjat, i les magnífiques voltes de maó realitzades amb peces de ceràmica que es troben en l'interior de l'edifici i que cobreixen l'antic celler.

## Història
Aquesta casa senyorial, amb una estructura complexa de petit palau, és força singular i representativa dins de l'antic nucli antic de Caldes. Pertanyia antigament a Joseph Barneda, per això es digué durant molts anys Cal Barneda, però el nom més popular amb què se la coneix és per Cal Bisbe. Aquest nom fou donat popularment per la gent del poble, perquè quan el bisbe feia les seves visites pastorals per les rodalies, aquest anava a dormir a aquesta casa. En la tasca de recerca de documents antics a l'hora de realitzar el catàleg, s'han trobat els plànols originals de Cal Bisbe. Aquests estan fets per Josep Anton de Vic, religiós caputxí, en l'any 1778. això fa pensar que la construcció de l'edifici s'inicià possiblement en aquesta data.
L'edifici en qüestió se situa al bell mig del nucli antic de la vila, en el carrer de Barcelona, un dels més tradicionals, i amb més importància històrica, de la vila de Caldes. El carrer ha portat, almenys en part, els noms de carrer dels Jueus, carrer Major, carrer de l'Església, i potser també carrer del Mercat. La denominació de carrer Barcelona és assegurada documentalment a partir de mitjans del segle xv, per ésser pas obligatori cap a la Ciutat Comtal. La seva forma és potser deguda a la inclusió i localització del call jueu molt important en la vila, ja en el segle xiii. La imatge d'aquest carrer, ha estat molt malmesa al llarg del temps, trobant-se actualment una arquitectura molt heterogènia; per una banda de cases molt velles i molt deteriorades, i per l'altra de cases bastant noves que trenquen totalment la imatge compositiva general de l'antic carrer.